# Зоряне (Одеський район)
Зоряне (до 2016 року — Червона Зірка, у минулому Ней-Страсбург) — село Вигодянської сільської громади в Одеському районі Одеської області в Україні. Населення становить 258 осіб.

## Історія
Дата заснування не відома. Офіційною датою вважається 1936 р., коли існувало фактично два села — Новий Двір і Новий Страсбург, або Ней-Страсбург (нім. Neu-Straßburg).
Станом на 1 вересня 1946 року хутір Зірка (до 01.02.1945 Ней-Страсбург) був частиною Вигодянської сільради, яка була у складі Біляївського району.
Станом на 1967 рік (тобто за період ≈1946–1967) Зірку перейменували в с. Червона Зірка.

## Населення
Згідно з переписом 1989 року населення села становило 344 особи, з яких 165 чоловіків та 179 жінок.
За переписом населення 2001 року в селі мешкало 258 осіб.

### Мова
Розподіл населення за рідною мовою за даними перепису 2001 року:
| Мова       | Відсоток |
| ---------- | -------- |
| українська | 88,76 %  |
| молдовська | 6,2 %    |
| російська  | 4,26 %   |
| болгарська | 0,39 %   |
| гагаузька  | 0,39 %   |